# ハシバ・ブールメルカ
ハシバ・ブールメルカ（حسيبة بولمرقة, Hassiba Boulmerka、1968年7月10日 - ）は、アルジェリアの陸上競技選手。1992年バルセロナオリンピック女子1500mの金メダリストで、アルジェリア初のオリンピックの金メダリストである。
1991年の世界陸上の1500 mで逆転勝利を収めて帰国した彼女は、国のヒロインとして、また、抑圧されているアラブの女性の解放の象徴として歓迎された。
しかし一方で、女性がスポーツをすることをよしとしない古い思想を持っている人たちによって非難された彼女は、練習の拠点をヨーロッパに移さざるをえなかった。
1992年バルセロナオリンピックでは、EUNのリュドミラ・ロガチョワが速いペースで引っ張ってゆくが、ブールメルカはついていき、残り200mでラストスパートした彼女はロガチョワを引き離し、金メダルを獲得した。このレースは史上初めて3分台が4人も出るレースとなった。
1996年アトランタオリンピックでは同じ1500mに出場したが準決勝で敗退した。

## 実績
| 年   | 大会                     | 場所                         | 種目  | 結果 | 記録    |
| ---- | ------------------------ | ---------------------------- | ----- | ---- | ------- |
| 1991 | 世界陸上選手権           | 東京（日本）                 | 1500m | 金   | 4:02.21 |
| 1992 | オリンピック             | バルセロナ（スペイン）       | 1500m | 金   | 3:55.30 |
| 1993 | 世界陸上選手権           | シュトゥットガルト（ドイツ） | 1500m | 銅   | 4:04.29 |
| 1994 | IAAFグランプリファイナル | パリ（フランス）             | 1500m | 2位  | 4:01.85 |
| 1994 | IAAFワールドカップ       | ロンドン（イギリス）         | 1500m | 1位  | 4:01.05 |
| 1995 | 世界陸上選手権           | イェーテボリ（スウェーデン） | 1500m | 金   | 4:02.42 |